# Kővársolymos
Kővársolymos, 1910-ig Kissolymos (románul: Șoimușeni) falu Romániában, Szilágy megyében.

## Fekvése
Zsibótól 24 km-re északkeletre fekszik.

## Története
1543-ban Somosfalwa, 1546-ban Solmosfalwa, 1675-ben Kis-Sollymos néven említették.
Román telepítésű falu és kezdetben a Drágfi család birtoka volt. 1603 előtt és 1703 körül teljesen elpusztult.
Kővár vidékéhez, 1876-tól Szolnok-Doboka vármegyéhez tartozott. A 20. század elején majdnem teljes lakossága a Porumb családnevet viselte.

## Népessége
- 1850-ben 200 lakosából 192 volt román és 8 cigány nemzetiségű; 200 görögkatolikus vallású.
- 2002-ben 104 ortodox vallású román lakosa volt.

## Látnivalók
- Ortodox (korábban görögkatolikus) fatemplomát a hagyomány szerint Szamosfericséről hozták a 19. században.